# إيفا موسكويتز
تدير إيفا إس موسكويتز (مولودة في 4 مارس 1964) أكاديمية النجاح بهارلم (Harlem Success Academy)، وهي عضو سابق في مجلس مدينة نيويورك.

## التعليم والتدريس والأسرة
لقد تخرجت من مدرسة ستايفسنت الثانوية ثم جامعة بنسلفانيا وحصلت على درجة الدكتوراه في التاريخ من جامعة جونز هوبكينز.
وقامت بالتدريس في جامعة فاندربيلت وجامعة فيرجينيا وجامعة مدينة نيويورك. وكانت مديرة برنامج القراءة والكتابة للأطفال رييد نت (ReadNet) وكانت تقوم بتدريس برامج التربية المدنية في مدرسة بريب فور بريب (الإعداد للإعدادية) للأطفال الموهوبين في نيويورك.
وتزوجت من إريك جرانيس، زميلها في مدرسة ستايفسنت، وأنجبا ثلاثة أطفال وهم: كلفر وديلون وهانا.

## مدرسة أكاديمية النجاح المستقلة بهارلم
هي المؤسس والمدير التنفيذي لشبكة مدارس النجاح المستقلة والمدارس المستقلة الخاصة بأكاديمية النجاح بهارلم. وتجمع طريقة إدارتها كلاً من خبرتها كمدرسة وخلفيتها كصاحبة منصب منتخبة، وهي تقيم علاقات سياسية للعثور على المزيد من المواقع من أجل الأكاديميات، وليتم تزكيتها للحصول على التبرعات الإضافية الخاصة من أجل المدارس، ولتتمكن من مراسلة الآباء في مقاطعات المدارس لكي تعرض عليهم فرصة إلحاق أطفالهم بالمدارس. وقد انتقلت لمسافة تبعد عن المدارس الثلاث بمقدار 10 دقائق سيرًا على الأقدام والتحق أحد أبنائها بأكاديمية النجاح بهارلم.

## الانتخابات
لقد تم انتخابها في عام 1999 عن الحزب الديمقراطي المسجل كعضو في مجلس مدينة نيويورك عن الجانب الشرقي العلوي من مانهاتن. ومنذ عام 2002، شغلت منصب رئيسة لجنة مجلس التعليم. ونالت تغطية واسعة من أجل مواقفها المتعلقة بالتعليم وجلسات الاستماع التي عقدتها حول تعاقدات نقابة المعلمين. كما اشتهرت بكونها مناصرة شرسة لقضية إصلاح التعليم.
وفي عام 2005، تركت موسكويتز منصبها ودخلت سباق رئاسة ضاحية مانهاتن لكي تخلف سي فيرجينيا فيلدز، وظلت تؤكد على المسائل المرتبطة بالتعليم. وقد جمعت أموالاً أكثر من أي مرشح ديمقراطي، ولكنها جاءت في المرتبة الثانية بعد سكوت سترينجر. وقد قامت نقابة المعلمين بحملة انتخابية مكثفة لسترينجر ضد موسكويتز، بناء على جلسات الاستماع الخاصة بها حول تعاقدات المعلمين وغيرها من مشكلات التعليم. وتفيد تقارير صحيفة نيويورك تايمز «أن حزب الأسر العاملة (Working Families Party)، وهو حزب نقابي، قد تدخل في العديد من المنافسات التمهيدية للحزب الديمقراطي، لا سيما في المنافسة حامية الوطيس الخاصة برئاسة ضاحية مانهاتن. ومن الواضح أن المهمة كانت تتمثل في هزيمة إيفا موسكويتز، عضو مجلس المدينة التي لا تعتبر صديقة للنقابة».
وقد أعلنت عن خططها للسعي من أجل الحصول على منصب سياسي في المستقبل، مشيرة إلى أنها قد تترشح في انتخابات عمدة مدينة نيويورك.

## مؤرخة
لقد ألفت كتاب، نحن نثق في العلاج (In Therapy We Trust)، وهو يركز على تاريخ العلاج النفسي في الثقافة الشعبية الأمريكية ودافعت عن الابتعاد عن العلاج المتمركز حول الذات ونحو تناول المشكلات الاجتماعية الأكبر («يجب أن نظل حاسمين بشأن التداوي الذي يزيل الحلول الواقعية بسهولة من أجل المشكلات الاجتماعية الملحة».).
كما قامت بإخراج وإنتاج فيلم وثائقي في عام (1997) عن دور المرأة في مرحلة ما بعد الحرب العالمية الثانية.